# Manchester United F.C. mùa giải 2023–24
Mùa giải 2023–24 là mùa giải thứ 32 của Manchester United tại Premier League và là mùa thứ 49 liên tiếp thi đấu ở giải đấu cao nhất của bóng đá Anh. Ngoài ra, câu lạc bộ còn tham gia thi đấu tại Cúp FA, Cúp EFL và UEFA Champions League.

## Giao hữu trước và trong mùa giải
| Ngày             | Đối thủ           | H / A | Kết quả F–A | Người ghi bàn                          | Khán giả |
| ---------------- | ----------------- | ----- | ----------- | -------------------------------------- | -------- |
| 12 tháng 7, 2023 | Leeds United      | N     | 2–0         | Emeran 67', Hugill 81'                 | 21,021   |
| 19 tháng 7, 2023 | Lyon              | N     | 1–0         | Van de Beek 49'                        | 48,484   |
| 22 tháng 7, 2023 | Arsenal           | N     | 2–0         | Fernandes 30', Sancho 37'              | 82,262   |
| 25 tháng 7, 2023 | Wrexham           | N     | 1–3         | Jurado 45+6'                           | 34,248   |
| 26 tháng 7, 2023 | Real Madrid       | N     | 0–2         |                                        | 67,801   |
| 30 tháng 7, 2023 | Borussia Dortmund | N     | 2–3         | Dalot 24', Antony 52'                  | 50,857   |
| 5 tháng 8, 2023  | Lens              | H     | 3–1         | Rashford 49', Antony 53', Casemiro 59' | 70,000   |
| 6 tháng 8, 2023  | Athletic Bilbao   | N     | 1–1         | Pellistri 90+3'                        | 50,238   |

## Ngoại hạng Anh
Lịch thi đấu Premier League 2023–24 được công bố vào ngày 15 tháng 6 năm 2023.

### Tháng 8
Mùa giải bắt đầu bằng chiến thắng trên sân nhà trước Wolverhampton Wanderers vào ngày 14 tháng 8. Sau hiệp một không bàn thắng, Raphaël Varane ghi bàn thắng duy nhất của trận đấu bằng cú đánh đầu ở phút 76. Có tên trong đội hình xuất phát, Mason Mount và André Onana có trận ra mắt cho United. Năm ngày sau, United phải chịu thất bại trên sân khách trước Tottenham Hotspur. Pape Matar Sarr mở tỷ số cho đội chủ nhà ở phút 49, và Lisandro Martínez đá phản lưới nhà nhân đôi cách biệt cho họ ở phút thứ bảy sau khi kết thúc. United sau đó tiếp đón Nottingham Forest vào cuối tuần sau, bước vào trận đấu với chuỗi 30 trận bất bại trên sân nhà; tuy nhiên, chuỗi trận đó đang gặp nguy hiểm khi United để thủng lưới hai bàn trong năm phút đầu tiên do công của Taiwo Awoniyi và Willy Boly. Christian Eriksen gỡ lại một bàn trong hiệp một, trước khi Casemiro và Bruno Fernandes bảo toàn chiến thắng lội ngược dòng với mỗi bàn thắng ở mỗi bên sau chiếc thẻ đỏ trong hiệp hai dành cho Joe Worrall của Forest.

### Tháng 9
Tháng 9 bắt đầu với trận thua 1-3 trước đối thủ truyền kiếp Arsenal tại sân vận động Emirates. Marcus Rashford ghi bàn đầu tiên, nhưng Martin Ødegaard đã san bằng tỷ số 35 giây sau khi trận đấu bắt đầu lại. Trong hiệp hai, một lần kiểm tra VAR đã hủy bỏ một quả phạt đền của Arsenal do Aaron Wan-Bissaka không phạm lỗi với Kai Havertz trong tình huống trước đó và một lần kiểm tra khác dẫn đến nỗ lực của Alejandro Garnacho bị loại vì lỗi việt vị. Pháo thủ sau đó ghi hai bàn ở phút bù giờ để giành chiến thắng, đầu tiên là nhờ công của Declan Rice và thứ hai là nhờ công của Gabriel Jesus.
Sau đó, United trở lại sau kỳ nghỉ quốc tế đầu tiên của mùa giải bằng trận đấu trên sân nhà với Brighton & Hove Albion với trận thua 3–1. Trong hiệp 1, cựu tiền đạo United Danny Welbeck mở tỷ số cho đội khách, sau đó ngay trước khi hiệp một kết thúc, Rasmus Højlund đã đưa được bóng vào lưới. Tuy nhiên, bàn thắng không được VAR công nhận sau khi Rashford bị phán quyết đã đưa bóng ra ngoài. Trong hiệp hai, Pascal Groß nhân đôi cách biệt cho Brighton và João Pedro ghi bàn thứ ba cho Brighton. 2 phút sau, Hannibal Mejbri đã ghi bàn thắng muộn màng cho United trong trận đấu chuyên nghiệp đầu tiên của anh ấy. Kết quả này đã chấm dứt chuỗi 30 trận bất bại trên sân nhà của United. United sau đó đấu với Burnley tại Turf Moor vào ngày 23 tháng 9 năm 2023 và họ thắng 1-0 khi Fernandes ghi bàn thắng duy nhất ngay trước khi hiệp một kết thúc. Trong trận đấu cuối cùng vào tháng 9, United tiếp đón Crystal Palace tại Old Trafford và thua 0-1 với Joachim Andersen ghi bàn thắng duy nhất ở phút thứ 25.

### Tháng 10
Tháng 10 của United bắt đầu bằng chiến thắng trên sân nhà trước Brentford. Mathias Jensen ghi bàn đầu tiên cho Brentford. Tuy nhiên, Scott McTominay sau đó đã ghi hai bàn thắng "điên rồ" ở phút bù giờ để mang về chiến thắng cho United. Trận dấu này cũng là trận đấu bắt nguồn cho hàng loạt cầu thủ được "hồi sinh phong độ". United sau đó trở lại sau kỳ nghỉ quốc tế thứ hai của mùa giải bằng trận đấu trên sân khách với Sheffield United tại Bramall Lane. McTominay tiếp tục ghi bàn và mở tỉ số cho United ở nửa đầu hiệp một, tuy nhiên Oliver McBurnie sau đó đã gỡ hòa cho Sheffield United bốn phút với quả phạt đền sau pha để bóng chạm tay của McTominay. Diogo Dalot sau đó ấn định chiến thắng 2–1 cho United khi trận đấu chỉ còn chưa đầy 15 phút. Trong trận đấu cuối cùng của họ vào tháng 10, United tiếp đón đại kình địch Manchester City tại Old Trafford nhưng thua 3–0. Erling Haaland mở tỷ số bằng một quả phạt đền do Højlund phạm lỗi với Rodri. Haaland sau đó nhân đôi cách biệt cho Man City ngay sau hiệp một và Phil Foden ấn định chiến thắng cho đoàn quân của Pep Guardiola khi trận đấu còn 10 phút. Kết quả này đã chấm dứt chuỗi ba chiến thắng liên tiếp của United.

### Tháng 11
Tháng áp chót của năm bắt đầu bằng chiến thắng trên sân khách trước Fulham tại Craven Cottage vào ngày 4 tháng 11 khi Fernandes ghi bàn thắng duy nhất của trận đấu ở phút bù giờ của hiệp hai. Trong trận đấu áp chót trong tháng United tiếp đón Luton Town tại Old Trafford vào Ngày tưởng niệm (11 tháng 11 năm 2023), họ giành chiến thắng 1–0 khi Victor Lindelöf ghi bàn thắng duy nhất khi trận đấu trôi qua một giờ. Trong trận đấu cuối cùng của họ vào tháng 11, United đấu với Everton tại Goodison Park vào ngày 26 tháng 11 năm 2023, giành chiến thắng 3–0 khi Garnacho mở tỉ số cho United ở phút thứ 3 bằng một cú đá "xe đạp chổng ngược" giúp United giành được cả Bàn thắng đẹp nhất tháng Giải bóng đá Ngoại Hạng Anh và bàn thắng đẹp nhất tháng của United. Rashford sau đó nhân đôi cách biệt cho United ở phút 56 với một quả phạt đền được hưởng sau pha phạm lỗi của cựu cầu thủ United Ashley Young với Anthony Martial và Martial sau đó tự mình ghi bàn ở phút thứ 75 để ấn định chiến thắng.

### Tháng 12
Tháng cuối của năm của United bắt đầu bằng trận thua trên sân khách trước Newcastle United tại St James' Park, với Anthony Gordon ghi bàn thắng duy nhất ở phút 55. United sau đó tiếp đón Chelsea tại Old Trafford 4 ngày sau. United giành chiến thắng 2-1 với cú đúp của McTominay cho United ở phút thứ 19 và 69. Chelsea gỡ hòa khi hiệp 1 chuẩn bị kết thúc với bàn thắng của Cole Palmer. Trong trận đấu tiếp theo, United tiếp đón AFC Bournemouth tại Old Trafford và để thua thất vọng 3–0 với các bàn thắng của Dominic Solanke, anh mở tỷ số chỉ sau 5 phút thi đấu, sau đó Philip Billing nhân đôi cách biệt cho Bournemouth ở phút 68 và Marcos Senesi ghi thêm bàn thứ ba cho đội khách ở phút 73. Kết quả này gây áp lực lên HLV Erik ten Hag sau khi đánh bại Chelsea ở trận trước. Trận đấu tiếp theo là trận derby nước Anh đối đầu với Liverpool trên Sân vận động Anfield, trận mà United đã chơi kiên cường và các chân sút đội bạn cũng thiếu chính xác. Trận đấu đem lại kết quả hòa 0-0, trận đấu hòa đầu tiên của United tại Ngoại hạng Anh muà này. Ngay trong trận đấu tiếp theo gặp West Ham United, United đã để thua 2-0 trên sân Olympic với 2 bàn thắng của Jarrod Bowen ở phút 72 và Mohammed Kudus 6 phút sau đó. United trở về Old Trafford để tiếp đón Aston Villa. Ngay trong hiệp 1, United đã để Villa chọc thủng lưới 2 bàn nhờ công của John McGinn ở phút 21 và Leander Dendoncker 4 phút sau đó. Ngay khi hiệp 2 bắt đầu được 3 phút, Garnacho ghi bàn rút ngắn tỷ số cho United nhưng ngay sau đó, bàn thắng bị hủy bỏ bởi VAR do anh đã việt vị, nhưng sau đó 9 phút, Garnacho lại đem về một bàn thắng nữa giúp United rút ngắn tỷ số và ở phút 71, chính anh lập cú đúp để gỡ hòa cho United. Khi trận đấu còn khoảng 10 phút, Rasmus Højlund đã ghi bàn thắng đầu tiên của mình tại Ngoại hạng Anh cho United để đem về thắng lợi cho Quỷ đỏ. Quỷ đỏ kết thúc giai đoạn lượt đi với vị trí thứ 6. Ngày cuối của năm, United đến City Ground để đối đầu Nottingham Forest, chung cuộc Forest thắng 2-1 với bàn thắng của Nicolás Domínguez ở phút 64 và Morgan Gibbs-White ở phút 82. Xen kẽ là bàn thắng thứ 3 của Rashford tại Ngoại hạng Anh ở phút 78.

### Tháng 1
United có trận duy nhất trong tháng 1 đối đầu với Tottenham. Højlund mở tỷ số ở phút thứ 3 cho United rồi bị thủng lưới ở phút 16 bởi Richarlison. Rashford có bàn thắng đầu tiên tại Ngoại hạng Anh tại Old Trafford ở phút 40. Rodrigo Bentancur ghi bàn ở phút 46. United hòa 2–2 trước Tottenham.

### Tháng 2
United gặp Wolves ở sân vận động Molineux trong trận đầu của tháng 2. Rashford và Højlund ghi 2 bàn trong hiệp 1. McTominay ghi bàn sau khi Pablo Sarabia rút ngắn tỉ số. Max Kilman và Pedro Neto ghi 2 bàn để gỡ hòa cho Wolves trước khi Kobbie Mainoo ghi bàn ấn định tỉ số 4-3 cho Quỷ đỏ. Quay về Old Trafford đón tiếp West Ham, United giành chiến thắng 3-0 nhờ công của Højlund và 2 bàn của Garnacho. Hành quân đến Villa Park đấu với Aston Villa, United giành chiến thắng với cách biệt tối thiểu, Højlund mở tỉ số ở phút thứ 17, trong hiệp 2, Douglas Luiz gỡ hòa 1-1 cho Villa trước khi McTominay ghi bàn thắng cuối cùng ở phút 86 giúp United giành chiến thắng. 1 tuần sau, United đấu với Luton, Højlund ghi cú đúp ở các giây thứ 37 và phút thứ 7, trước khi Carlton Morris rút ngắn tỉ số cho đội nhà, chung cuộc United thắng 2-1. United thua 1–2 Fulham trong trận đấu tiếp theo với bàn thắng của Maguire ở phút 89. Trước đó là bàn thắng của Calvin Bassey và bàn thắng của Alex Iwobi ở những phút bù giờ cuối khiến United thua trận.

### Tháng 3
United khởi đầu tháng 3 với trận derby Manchester tại sân vận động Etihad, Rashford mở điểm cho United bằng siêu phẩm ở phút thứ 8 nhưng United vẫn nhận thất bại 1-3 do cú đúp của Foden ở phút 56 và 80 và Haaland ở phút 90+1. Đón tiếp Everton tại Old Trafford, United thắng 2-0 nhờ 2 quả phạt đền của Fernandes và Rashford. Quỷ đỏ có trận đấu hòa 1-1 trên sân của Brentford với bàn thắng của Mason Mount ở phút 90+6 nhưng sau đó Kristoffer Ajer đã ghi bàn ở phút 90+9 để gỡ hòa cho đội chủ nhà.

### Tháng 4
Chelsea là đội bóng đầu tiên United đối đầu ở tháng 4. Conor Gallagher và Cole Palmer đã ghi 2 bàn thắng trong 19 phút đầu nhưng Garnacho và Fernandes đã gỡ hòa cho United. Sang hiệp 2, Garnacho nâng tỷ số lên 3-2. Trong 2 phút cuối, Palmer ghi liền 2 bàn để hoàn tất cú hat-trick, ấn định tỉ số 4-3 cho Chelsea. Tiếp đón Liverpool trở lại Old Trafford 2 ngày sau đó, đúng 3 tuần sau khi chính Liverpool thất bại trước United ở tứ kết cúp FA. Luis Díaz mở tỷ số ở phút 23. Fernandes và Mainoo đã giúp United vươn lên dẫn trước với các bàn thắng phút 50 và 67. Mohamed Salah ghi bàn trên chấm phạt đền ấn định tỉ số 2-2 cho Liverpool ở phút 83 sau khi Harvey Elliott bị Aaron Wan-Bissaka phạm lỗi. Sau đó 1 tuần, United hòa 2-2 Bournemouth nhờ cú đúp bàn thắng của Fernandes.

### Các trận đấu
| Ngày              | Đối thủ                 | H / A | Kết quả F–A | Người ghi bàn                                         | Khán giả | Vị trí trên bảng xếp hạng |
| ----------------- | ----------------------- | ----- | ----------- | ----------------------------------------------------- | -------- | ------------------------- |
| 14 tháng 8, 2023  | Wolverhampton Wanderers | H     | 1–0         | Varane 76'                                            | 73,358   | 7                         |
| 19 tháng 8, 2023  | Tottenham Hotspur       | A     | 0–2         |                                                       | 61,910   | 10                        |
| 26 tháng 8, 2023  | Nottingham Forest       | H     | 3–2         | Eriksen 17', Casemiro 52', Fernandes 76' (p)          | 73,593   | 4                         |
| 3 tháng 9, 2023   | Arsenal                 | A     | 3–1         | Rashford 27'                                          | 60,192   | 11                        |
| 16 tháng 9, 2023  | Brighton & Hove Albion  | H     | 1–3         | Mejbri 73'                                            | 73,592   | 13                        |
| 24 tháng 9, 2023  | Burnley                 | A     | 1–0         | Fernandes 45'                                         | 21,593   | 8                         |
| 30 tháng 9, 2023  | Crystal Palace          | H     | 0–1         |                                                       | 73,428   | 10                        |
| 7 tháng 10, 2023  | Brentford               | H     | 2–1         | McTominay (2) 90+3', 90+7'                            | 73,453   | 10                        |
| 22 tháng 10, 2023 | Sheffield United        | A     | 2–1         | McTominay 28', Dalot 77'                              | 31,543   | 8                         |
| 29 tháng 10, 2023 | Manchester City         | H     | 0–3         |                                                       | 73,502   | 8                         |
| 4 tháng 11, 2023  | Fulham                  | A     | 1–0         | Fernandes 90+1'                                       | 24,415   | 6                         |
| 11 tháng 11, 2023 | Luton Town              | H     | 1–0         | Lindelöf 59'                                          | 73,599   | 6                         |
| 25 tháng 11, 2023 | Everton                 | A     | 3–0         | Garnacho 3', Rashford 56' (p), Martial 75'            | 39,257   | 6                         |
| 2 tháng 12, 2023  | Newcastle United        | A     | 0–1         |                                                       | 52,214   | 7                         |
| 7 tháng 12, 2023  | Chelsea                 | H     | 2–1         | McTominay (2) 19', 69'                                | 73,607   | 6                         |
| 9 tháng 12, 2023  | Bournemouth             | H     | 0–3         |                                                       | 73,427   | 6                         |
| 16 tháng 12, 2023 | Liverpool               | A     | 0–0         |                                                       | 57,158   | 7                         |
| 23 tháng 12, 2023 | West Ham United         | A     | 2–0         |                                                       | 64,472   | 8                         |
| 26 tháng 12, 2023 | Aston Villa             | H     | 3–2         | Garnacho (2) 59', 71', Højlund 82'                    | 73,574   | 6                         |
| 31 tháng 12, 2023 | Nottingham Forest       | A     | 1–2         | Rashford 78'                                          | 29,529   | 7                         |
| 14 tháng 1, 2024  | Tottenham Hotspur       | H     | 2–2         | Højlund 3', Rashford 40'                              | 73,489   | 7                         |
| 2 tháng 2, 2024   | Wolverhampton Wanderers | A     | 4–3         | Rashford 5', Højlund 22', McTominay 75', Mainoo 90+7' | 31,641   | 7                         |
| 4 tháng 2, 2024   | West Ham United         | H     | 3–0         | Højlund 23', Garnacho (2) 49', 84'                    | 73,612   | 6                         |
| 11 tháng 2, 2024  | Aston Villa             | A     | 2–1         | Højlund 17', McTominay 86'                            | 42,185   | 6                         |
| 18 tháng 2, 2024  | Luton Town              | A     | 2–1         | Højlund (2) 1', 7'                                    | 11,683   | 6                         |
| 24 tháng 2, 2024  | Fulham                  | H     | 1–2         | Maguire 89'                                           | 73,487   | 6                         |
| 3 tháng 3, 2024   | Manchester City         | A     | 1–3         | Rashford 8'                                           | 55,097   | 6                         |
| 9 tháng 3, 2024   | Everton                 | H     | 2–0         | Fernandes 12' (p), Rashford 36' (p)                   | 73,601   | 6                         |
| 31 tháng 3, 2024  | Brentford               | A     | 1–1         | Mount 90+6'                                           | 17,138   | 6                         |
| 5 tháng 4, 2024   | Chelsea                 | A     | 3–4         | Garnacho (2) 34', 69', Fernandes 39'                  | 39,694   | 6                         |
| 7 tháng 4, 2024   | Liverpool               | H     | 2–2         | Fernandes 50', Mainoo 67'                             | 73,522   | 6                         |
| 14 tháng 4, 2024  | Bournemouth             | A     | 2–2         | Fernandes (2) 31', 65' (p)                            | 11,229   | 7                         |
| 25 tháng 4, 2024  | Sheffield United        | H     | 4–2         | Maguire 42', Fernandes (2) 61' (p), 81', Højlund 85'  | 73,549   | 6                         |
| 27 tháng 4, 2024  | Burnley                 | H     | 1–1         | Antony 79'                                            | 73,571   | 6                         |
| 7 tháng 5, 2024   | Crystal Palace          | A     | 0–4         |                                                       | 25,190   | 8                         |
| 12 tháng 5, 2024  | Arsenal                 | H     | 0–1         |                                                       | 73,600   | 8                         |
| 16 tháng 5, 2024  | Newcastle United        | H     | 3–2         | Mainoo 31', Diallo 57', Højlund 84'                   | 73,582   | 8                         |
| 19 tháng 5, 2024  | Brighton & Hove Albion  | A     | 2–0         | Dalot 73', Højlund 88'                                | 31,662   | 8                         |

1. ↑  Trận đấu diễn ra theo kế hoạch vào ngày 16 tháng 3 nhưng do vướng lịch thi đấu Cúp FA đấu với Liverpool vào ngày 17 tháng 3 nên trận đấu đã bị dời lại vào ngày 25 tháng 4.
2. ↑  Trận đấu diễn ra theo kế hoạch vào ngày 20 tháng 4 nhưng do vướng lịch thi đấu Cúp FA đấu với Coventry City vào ngày 21 tháng 4 nên trận đấu đã bị dời lại vào ngày 16 tháng 5

### Bảng xếp hạng
| VT | Đội                    | ST | T  | H  | B  | BT | BB | HS  | Đ  | Giành quyền tham dự hoặc xuống hạng     |
| -- | ---------------------- | -- | -- | -- | -- | -- | -- | --- | -- | --------------------------------------- |
| 6  | Chelsea                | 38 | 18 | 9  | 11 | 77 | 63 | +14 | 63 | Lọt vào vòng play-off Conference League |
| 7  | Newcastle United       | 38 | 18 | 6  | 14 | 85 | 62 | +23 | 60 |                                         |
| 8  | Manchester United      | 38 | 18 | 6  | 14 | 57 | 58 | −1  | 60 | Lọt vào vòng đấu hạng Europa League     |
| 9  | West Ham United        | 38 | 14 | 10 | 14 | 60 | 74 | −14 | 52 |                                         |
| 10 | Brighton & Hove Albion | 38 | 12 | 12 | 14 | 55 | 62 | −7  | 48 |                                         |

1. ↑  Vì đội vô địch Cúp EFL 2023-24, Liverpool, đã đủ điều kiện tham dự Champions League nên suất dành cho đội vô địch Cúp EFL (vòng play-off Conference League) được chuyển cho đội xếp thứ sáu.
2. ↑  Manchester United giành quyền tham dự vòng đấu hạng Europa League với tư cách là nhà vô địch Cúp FA 2023–24.

## Cúp FA
Với tư cách là một đội bóng ở Premier League, United sẽ tham dự Cúp FA 2023–24 ở vòng ba vào tháng 1 năm 2024 ở vòng thứ ba và đối đầu Wigan Athletic và sẽ đối đầu Newport County tại vòng 4. Ở vòng 5, United sẽ gặp lại Nottingham Forest
| Ngày             | Vòng đấu  | Đối thủ           | H / A | Kết quả F–A           | Người ghi bàn                                           | Khán giả |
| ---------------- | --------- | ----------------- | ----- | --------------------- | ------------------------------------------------------- | -------- |
| 9 tháng 1, 2024  | Vòng 3    | Wigan Athletic    | A     | 2–0                   | Dalot 22', Fernandes 74' (p)                            | 22,870   |
| 28 tháng 1, 2024 | Vòng 4    | Newport County    | A     | 4–2                   | Fernandes 7', Mainoo 13', Antony 68', Højlund 90+4'     | 9,086    |
| 29 tháng 2, 2024 | Vòng 5    | Nottingham Forest | A     | 1–0                   | Casemiro 89'                                            | 28,665   |
| 17 tháng 3, 2024 | Tứ kết    | Liverpool         | H     | 4–3 (s.h.p.)          | McTominay 10', Antony 87', Rashford 112', Diallo 120+1' | 72,294   |
| 21 tháng 4, 2024 | Bán kết   | Coventry City     | N     | 3–3 (s.h.p.) (4–2 (p) | McTominay 23', Maguire 45+1', Fernandes 58'             | 83.672   |
| 25 tháng 5, 2024 | Chung kết | Manchester City   | N     | 2–1                   | Garnacho 30', Mainoo 39'                                | 84,814   |

## Cúp EFL
Vì United đang tham dự các giải đấu thuộc UEFA vào mùa 2023–24, nên họ sẽ tham dự Cúp EFL 2023-24 ở vòng thứ ba vào tháng 9. Họ giành chiến thắng trước Crystal Palace trên sân nhà nhờ các bàn thắng của Alejandro Garnacho, Casemiro và Anthony Martial. Dan Gore có trận đấu đầu tiên cho đội một United ở 19 tuổi khi vào sân thay Sofyan Amrabat ở phút 61. Sau đó họ gặp Newcastle United, tái hiện trận Chung kết Cúp EFL 2023, lần này United thua 3–0 với các bàn thắng của Miguel Almirón, cựu cầu thủ học viện Chelsea, Lewis Hall và Joe Willock.
| Ngày             | Vòng đấu | Đối thủ          | H / A | Kết quả F–A | Người ghi bàn                           | Khán giả |
| ---------------- | -------- | ---------------- | ----- | ----------- | --------------------------------------- | -------- |
| 27 tháng 9, 2023 | Vòng 3   | Crystal Palace   | H     | 3–0         | Garnacho 21', Casemiro 27', Martial 55' | 72,842   |
| 2 tháng 11, 2023 | Vòng 4   | Newcastle United | H     | 0–3         |                                         | 72,484   |

## UEFA Champions League

### Vòng bảng
Về thứ ba tại Ngoại hạng Anh 2022–23, United đủ điều kiện tham dự UEFA Champions League 2023–24. Họ sẽ tham gia tranh tài ở vòng bảng, được bốc thăm vào ngày 31 tháng 8 năm 2023, với United ở nhóm hạt giống số 2 cùng với Real Madrid, Inter Milan, Borussia Dortmund, Atlético Madrid,  RB Leipzig, Porto và Arsenal.
| Ngày              | Đối thủ       | H / A | Kết quả F–A | Người ghi bàn                              | Khán giả | Vị trí |
| ----------------- | ------------- | ----- | ----------- | ------------------------------------------ | -------- | ------ |
| 21 tháng 9, 2023  | Bayern Munich | A     | 3–4         | Højlund 49', Casemiro (2) 88', 90+5'       | 75,000   | 4      |
| 4 tháng 10, 2023  | Galatasaray   | H     | 2–3         | Højlund (2) 17', 67'                       | 73,204   | 4      |
| 25 tháng 10, 2023 | Copenhagen    | H     | 1–0         | Maguire 72'                                | 73,249   | 3      |
| 9 tháng 11, 2023  | Copenhagen    | A     | 3–4         | Højlund (2) 3', 28', Fernandes 69' (p)     | 36,099   | 4      |
| 30 tháng 11, 2023 | Galatasaray   | A     | 3–3         | Garnacho 11', Fernandes 18', McTominay 55' | 51,733   | 4      |
| 13 tháng 12, 2023 | Bayern Munich | H     | 0–1         |                                            | 73,073   | 4      |

| VT | Đội               | ST | T | H | B | BT | BB | HS | Đ  | Giành quyền tham dự                 |  | BAY | CPH | GAL | MUN |
| -- | ----------------- | -- | - | - | - | -- | -- | -- | -- | ----------------------------------- |  | --- | --- | --- | --- |
| 1  | Bayern Munich     | 6  | 5 | 1 | 0 | 12 | 6  | +6 | 16 | Đi tiếp vào vòng đấu loại trực tiếp |  | —   | 0–0 | 2–1 | 4–3 |
| 2  | Copenhagen        | 6  | 2 | 2 | 2 | 8  | 8  | 0  | 8  | Đi tiếp vào vòng đấu loại trực tiếp |  | 1–2 | —   | 1–0 | 4–3 |
| 3  | Galatasaray       | 6  | 1 | 2 | 3 | 10 | 13 | −3 | 5  | Chuyển qua Europa League            |  | 1–3 | 2–2 | —   | 3–3 |
| 4  | Manchester United | 6  | 1 | 1 | 4 | 12 | 15 | −3 | 4  |                                     |  | 0–1 | 1–0 | 2–3 | —   |

## Thống kê đội hình
Tính đến trận đấu ngày 26 tháng 5, 2024
| Số áo         | Vị trí        | Tên                 | Quốc gia | Quốc gia  | Cúp FA | Cúp FA    | Cúp EFL | Cúp EFL   | Châu lục | Châu lục  | Tổng cộng | Tổng cộng | Kỷ luật | Kỷ luật |
| Số áo         | Vị trí        | Tên                 | Trận     | Bàn thắng | Trận   | Bàn thắng | Trận    | Bàn thắng | Trận     | Bàn thắng | Trận      | Bàn thắng |         |         |
| ------------- | ------------- | ------------------- | -------- | --------- | ------ | --------- | ------- | --------- | -------- | --------- | --------- | --------- | ------- | ------- |
| 1             | GK            | Altay Bayındır      | 0        | 0         | 1      | 0         | 0       | 0         | 0        | 0         | 1         | 0         | 0       | 0       |
| 2             | DF            | Victor Lindelöf     | 14(5)    | 1         | 2(1)   | 0         | 1(1)    | 0         | 3(1)     | 0         | 20(8)     | 1         | 3       | 0       |
| 3             | DF            | Eric Bailly         | 0        | 0         | 0      | 0         | 0       | 0         | 0        | 0         | 0         | 0         | 0       | 0       |
| 4             | MF            | Sofyan Amrabat      | 10(11)   | 0         | 2      | 0         | 1(1)    | 0         | 4(1)     | 0         | 17(13)    | 0         | 9       | 0       |
| 5             | DF            | Harry Maguire       | 18(4)    | 2         | 1(2)   | 1         | 2       | 0         | 4        | 1         | 25(6)     | 4         | 5       | 0       |
| 6             | DF            | Lisandro Martínez   | 8(3)     | 0         | 2      | 0         | 0       | 0         | 1        | 0         | 11(3)     | 0         | 4       | 0       |
| 7             | MF            | Mason Mount         | 5(9)     | 1         | 0(2)   | 0         | 2       | 0         | 1(1)     | 0         | 8(12)     | 1         | 2       | 0       |
| 8             | MF            | Bruno Fernandes (c) | 35       | 10        | 6      | 3         | 0(1)    | 0         | 6        | 2         | 47(1)     | 15        | 12      | 0       |
| 9             | FW            | Anthony Martial     | 5(8)     | 1         | 0      | 0         | 2       | 1         | 0(4)     | 0         | 7(12)     | 2         | 0       | 0       |
| 10            | FW            | Marcus Rashford     | 26(7)    | 7         | 4      | 1         | 0(1)    | 0         | 4        | 0         | 35(8)     | 8         | 1       | 1       |
| 11            | FW            | Rasmus Højlund      | 25(5)    | 10        | 4(1)   | 1         | 0(2)    | 0         | 6        | 5         | 35(8)     | 16        | 2       | 0       |
| 12            | DF            | Tyrell Malacia      | 0        | 0         | 0      | 0         | 0       | 0         | 0        | 0         | 0         | 0         | 0       | 0       |
| 14            | MF            | Christian Eriksen   | 12(10)   | 1         | 0(2)   | 0         | 0       | 0         | 2(2)     | 0         | 14(14)    | 1         | 1       | 0       |
| 15            | DF            | Sergio Reguilón     | 4(5)     | 0         | 0      | 0         | 1       | 0         | 2        | 0         | 7(5)      | 0         | 4       | 0       |
| 16            | FW            | Amad Diallo         | 3(6)     | 1         | 0(3)   | 1         | 0       | 0         | 0        | 0         | 3(9)      | 2         | 1       | 1       |
| 17            | FW            | Alejandro Garnacho  | 30(6)    | 7         | 6      | 1         | 2       | 1         | 3(3)     | 1         | 41(9)     | 10        | 4       | 0       |
| 18            | MF            | Casemiro            | 24(1)    | 1         | 3      | 1         | 2       | 1         | 2        | 2         | 31(1)     | 5         | 9       | 1       |
| 19            | DF            | Raphaël Varane      | 16(6)    | 1         | 5      | 0         | 1       | 0         | 3(1)     | 0         | 25(7)     | 1         | 2       | 0       |
| 20            | DF            | Diogo Dalot         | 35(1)    | 2         | 6      | 1         | 2       | 0         | 5(1)     | 0         | 48(2)     | 3         | 6       | 1       |
| 21            | FW            | Antony              | 15(14)   | 1         | 2(2)   | 2         | 1       | 0         | 3(1)     | 0         | 21(17)    | 3         | 6       | 0       |
| 22            | GK            | Tom Heaton          | 0        | 0         | 0      | 0         | 0       | 0         | 0        | 0         | 0         | 0         | 0       | 0       |
| 23            | DF            | Luke Shaw           | 12       | 0         | 1      | 0         | 0       | 0         | 2        | 0         | 15        | 0         | 6       | 0       |
| 24            | GK            | André Onana         | 38       | 0         | 5      | 0         | 2       | 0         | 6        | 0         | 51        | 0         | 6       | 0       |
| 25            | FW            | Jadon Sancho        | 0(3)     | 0         | 0      | 0         | 0       | 0         | 0        | 0         | 0(3)      | 0         | 0       | 0       |
| 26            | GK            | Dean Henderson      | 0        | 0         | 0      | 0         | 0       | 0         | 0        | 0         | 0         | 0         | 0       | 0       |
| 28            | MF            | Facundo Pellistri   | 1(8)     | 0         | 0(1)   | 0         | 1       | 0         | 1(2)     | 0         | 3(11)     | 0         | 0       | 0       |
| 29            | DF            | Aaron Wan-Bissaka   | 20(2)    | 0         | 4      | 0         | 0(1)    | 0         | 2(1)     | 0         | 26(4)     | 0         | 5       | 0       |
| 33            | DF            | Brandon Williams    | 0        | 0         | 0      | 0         | 0       | 0         | 0        | 0         | 0         | 0         | 0       | 0       |
| 34            | MF            | Donny van de Beek   | 0(1)     | 0         | 0      | 0         | 0(1)    | 0         | 0        | 0         | 0(2)      | 0         | 0       | 0       |
| 35            | DF            | Jonny Evans         | 15(9)    | 0         | 1(2)   | 0         | 0(1)    | 0         | 1(1)     | 0         | 17(13)    | 0         | 2       | 0       |
| 37            | MF            | Kobbie Mainoo       | 24       | 3         | 5(1)   | 2         | 0       | 0         | 0(2)     | 0         | 28(3)     | 5         | 4       | 0       |
| 39            | MF            | Scott McTominay     | 17(14)   | 7         | 5(1)   | 2         | 0       | 0         | 4(1)     | 1         | 27(16)    | 10        | 2       | 0       |
| 40            | GK            | Radek Vítek         | 0        | 0         | 0      | 0         | 0       | 0         | 0        | 0         | 0         | 0         | 0       | 0       |
| 42            | DF            | Álvaro Fernández    | 0        | 0         | 0      | 0         | 0       | 0         | 0        | 0         | 0         | 0         | 0       | 0       |
| 43            | DF            | Teden Mengi         | 0        | 0         | 0      | 0         | 0       | 0         | 0        | 0         | 0         | 0         | 0       | 0       |
| 44            | MF            | Dan Gore            | 0(1)     | 0         | 0      | 0         | 0(1)    | 0         | 0        | 0         | 0(2)      | 0         | 0       | 0       |
| 46            | MF            | Hannibal Mejbri     | 1(4)     | 1         | 0(1)   | 0         | 2       | 0         | 1(1)     | 0         | 4(6)      | 1         | 3       | 0       |
| 47            | FW            | Shola Shoretire     | 0        | 0         | 0      | 0         | 0       | 0         | 0        | 0         | 0         | 0         | 0       | 0       |
| 53            | DF            | Willy Kambwala      | 3(5)     | 0         | 0(2)   | 0         | 0       | 0         | 0        | 0         | 3(7)      | 0         | 0       | 0       |
| 62            | DF            | Omari Forson        | 1(3)     | 0         | 0(3)   | 0         | 0       | 0         | 0        | 0         | 1(6)      | 0         | 0       | 0       |
| 66            | DF            | Rhys Bennett        | 0        | 0         | 0      | 0         | 0       | 0         | 0        | 0         | 0         | 0         | 0       | 0       |
| 84            | FW            | Ethan Wheatley      | 0(3)     | 0         | 0      | 0         | 0       | 0         | 0        | 0         | 0(3)      | 0         | 0       | 0       |
| Phản lưới nhà | Phản lưới nhà | Phản lưới nhà       | —        | 0         | —      | 0         | —       | 0         | —        | 0         | —         | 0         | N/A     | N/A     |

## Chuyển nhượng

### Vào
| Ngày             | Vị trí | Tên            | Từ              | Phí           | Ref.   |
| ---------------- | ------ | -------------- | --------------- | ------------- | ------ |
| 5 tháng 7, 2023  | MF     | Mason Mount    | Chelsea         | Không tiết lộ | [ 29 ] |
| 18 tháng 7, 2023 | DF     | Jonny Evans    | Cầu thủ tự do   | Miễn phí      | [ 31 ] |
| 20 tháng 7, 2023 | GK     | André Onana    | Inter Milan     | Không tiết lộ | [ 33 ] |
| 4 tháng 8, 2023  | DF     | Harry Amass    | Watford         | Không tiết lộ | [ 34 ] |
| 5 tháng 8, 2023  | FW     | Rasmus Højlund | Atalanta        | Không tiết lộ | [ 36 ] |
| 15 tháng 8, 2023 | MF     | Jack Fletcher  | Manchester City | Không tiết lộ | [ 37 ] |
| 15 tháng 8, 2023 | MF     | Tyler Fletcher | Manchester City | Không tiết lộ | [ 37 ] |
| 1 tháng 9, 2023  | GK     | Altay Bayındır | Fenerbahçe      | Không tiết lộ | [ 39 ] |
| 13 tháng 9, 2023 | GK     | Kie Plumley    | Cầu thủ tự do   | Miễn phí      | [ 40 ] |

### Rời đi
| Ngày             | Vị trí | Tên                | Đến                    | Phí           | Ref.          |
| ---------------- | ------ | ------------------ | ---------------------- | ------------- | ------------- |
| 26 tháng 6, 2023 | MF     | Zidane Iqbal       | Utrecht                | Không tiết lộ | [ 41 ]        |
| 30 tháng 6, 2023 | MF     | Ethan Galbraith    | Leyton Orient          | Miễn phí      | [ 42 ]        |
| 30 tháng 6, 2023 | DF     | Phil Jones         | Cầu thủ tự do          | Hết hợp đồng  | [ 43 ]        |
| 30 tháng 6, 2023 | DF     | Di'Shon Bernard    | Cầu thủ tự do          | Hết hợp đồng  | [ 44 ] [ 45 ] |
| 30 tháng 6, 2023 | DF     | Axel Tuanzebe      | Cầu thủ tự do          | Hết hợp đồng  | [ 46 ]        |
| 30 tháng 6, 2023 | GK     | Eric Hanbury       | Cầu thủ tự do          | Hết hợp đồng  | [ 47 ]        |
| 30 tháng 6, 2023 | MF     | Charlie Wellens    | Cầu thủ tự do          | Hết hợp đồng  | [ 47 ]        |
| 30 tháng 6, 2023 | FW     | Manni Norkett      | Nottingham Forest      | Miễn phí      | [ 48 ]        |
| 30 tháng 6, 2023 | DF     | Ethan Laird        | Birmingham City        | Không tiết lộ | [ 49 ]        |
| 30 tháng 6, 2023 | GK     | David de Gea       | Cầu thủ tự do          | Hết hợp đồng  | [ 50 ]        |
| 20 tháng 7, 2023 | DF     | Björn Hardley      | Utrecht                | Không tiết lộ | [ 51 ]        |
| 22 tháng 7, 2023 | MF     | Charlie Savage     | Reading                | Không tiết lộ | [ 52 ]        |
| 23 tháng 7, 2023 | DF     | Alex Telles        | Al-Nassr               | Không tiết lộ | [ 54 ]        |
| 25 tháng 7, 2023 | FW     | Anthony Elanga     | Nottingham Forest      | Không tiết lộ | [ 56 ]        |
| 2 tháng 8, 2023  | GK     | Nathan Bishop      | Sunderland             | Không tiết lộ | [ 57 ]        |
| 13 tháng 8, 2023 | MF     | Fred               | Fenerbahçe             | Không tiết lộ | [ 59 ]        |
| 15 tháng 8, 2023 | GK     | Matěj Kovář        | Bayer Leverkusen       | Không tiết lộ | [ 61 ]        |
| 15 tháng 8, 2023 | GK     | Ondřej Mastný      | Vysočina Jihlava       | Không tiết lộ | [ 62 ]        |
| 24 tháng 8, 2023 | FW     | Noam Emeran        | Groningen              | Không tiết lộ | [ 63 ]        |
| 31 tháng 8, 2023 | GK     | Dean Henderson     | Crystal Palace         | Không tiết lộ | [ 65 ]        |
| 31 tháng 8, 2023 | DF     | Teden Mengi        | Luton Town             | Không tiết lộ | [ 66 ]        |
| 1 tháng 9, 2023  | DF     | Marc Jurado        | Espanyol               | Không tiết lộ | [ 67 ]        |
| 1 tháng 9, 2023  | FW     | Nehemiah Oriola    | Brighton & Hove Albion | Không tiết lộ | [ 68 ]        |
| 1 tháng 9, 2023  | DF     | Logan Pye          | Burnley                | [ 69 ]        |               |
| 5 tháng 9, 2023  | DF     | Eric Bailly        | Beşiktaş               | Không tiết lộ | [ 71 ]        |
| 3 tháng 10, 2023 | DF     | Harrison Parker    | Manchester City        | Không tiết lộ | [ 72 ]        |
| 18 tháng 1, 2024 | FW     | Mateo Mejía        | Sevilla                | Không tiết lộ | [ 73 ]        |
| 1 tháng 2, 2024  | MF     | Adam Berry         | Cầu thủ tự do          | Hết hợp đồng  | [ 75 ]        |
| 1 tháng 2, 2024  | MF     | Isak Hansen-Aarøen | Werder Bremen          | Không tiết lộ | [ 76 ]        |

### Mượn
| Từ              | Đến             | Vị trí | Tên             | Từ                | Ref.   |
| --------------- | --------------- | ------ | --------------- | ----------------- | ------ |
| 1 tháng 9, 2023 | 4 tháng 1, 2024 | DF     | Sergio Reguilón | Tottenham Hotspur | [ 78 ] |
| 1 tháng 9, 2023 | Hết mùa giải    | MF     | Sofyan Amrabat  | Fiorentina        | [ 79 ] |

### Cho mượn
| Ngày             | Vị trí | Tên               | Đến                 | Thời gian kết thúc | Ref.   |
| ---------------- | ------ | ----------------- | ------------------- | ------------------ | ------ |
| 27 tháng 7, 2023 | DF     | Will Fish         | Hibernian           | Hết mùa giải       | [ 80 ] |
| 24 tháng 8, 2023 | DF     | Brandon Williams  | Ipswich Town        | Hết mùa giải       | [ 81 ] |
| 1 tháng 9, 2023  | FW     | Mason Greenwood   | Getafe              | Hết mùa giải       | [ 82 ] |
| 1 tháng 9, 2023  | FW     | Charlie McNeill   | Stevenage           | 3 tháng 1, 2024    | [ 84 ] |
| 1 tháng 9, 2023  | DF     | Álvaro Fernández  | Granada             | 14 tháng 1, 2024   | [ 86 ] |
| 1 tháng 1, 2024  | MF     | Donny van de Beek | Eintracht Frankfurt | Hết mùa giải       | [ 87 ] |
| 11 tháng 1, 2024 | FW     | Jadon Sancho      | Borussia Dortmund   | Hết mùa giải       | [ 88 ] |
| 12 tháng 1, 2024 | FW     | Joe Hugill        | Burton Albion       | Hết mùa giải       | [ 89 ] |
| 15 tháng 1, 2024 | MF     | Hannibal Mejbri   | Sevilla             | Hết mùa giải       | [ 90 ] |
| 16 tháng 1, 2024 | DF     | Álvaro Fernández  | Benfica             | Hết mùa giải       | [ 91 ] |
| 17 tháng 1, 2024 | MF     | Maxi Oyedele      | Forest Green Rovers | Hết mùa giải       | [ 92 ] |
| 19 tháng 1, 2024 | DF     | Rhys Bennett      | Stockport County    | Hết mùa giải       | [ 93 ] |
| 23 tháng 1, 2024 | MF     | Dan Gore          | Port Vale           | Hết mùa giải       | [ 94 ] |
| 25 tháng 1, 2024 | GK     | Radek Vítek       | Accrington Stanley  | Hết mùa giải       | [ 95 ] |
| 31 tháng 1, 2024 | MF     | Facundo Pellistri | Granada             | Hết mùa giải       | [ 96 ] |
| 1 tháng 2, 2024  | DF     | Sonny Aljofree    | Altrincham          | Hết mùa giải       | [ 97 ] |
| 1 tháng 2, 2024  | FW     | Sam Mather        | Rochdale            | Hết mùa giải       | [ 97 ] |
| 1 tháng 2, 2024  | DF     | Sam Murray        | Rochdale            | Hết mùa giải       | [ 97 ] |
| 1 tháng 2, 2024  | GK     | Tom Wooster       | Macclesfield        | Hết mùa giải       | [ 97 ] |